# 横松寿一
横松 寿一（よこまつ としかず、1983年2月2日 - ）は、福岡県北九州市出身の元プロ野球選手（投手・右投右打）。

## 来歴・人物
戸畑高校では3年時に春の選抜大会に出場したが、1回戦で四日市工業に敗れた。
2000年のドラフト会議で広島東洋カープから1位指名を受け入団。背番号はこの年まで紀藤真琴が着けていた「11」。
2年目の2002年6月16日に対中日戦で一軍初登板を果たし、1回を投げたが2失点で降板した。この年はウエスタンで好成績を残し、ベースボール・マガジン社選定のビッグホープ賞を受賞した。
2003年春のキャンプで守備練習中に右肘を痛め、計2度の手術を経てリハビリに励んだが実戦復帰は果たせず、2004年オフに戦力外通告を受けた。その後は現役続行を目指して故郷・福岡でリハビリ・筋力トレーニングに励み、2007年に社会人野球チームの北九州市民硬式野球クラブへ入団。その後、12球団合同トライアウトに参加したが獲得する球団は現れなかった。
エビやカニなどが食べられない甲殻類アレルギー体質であった。

## 詳細情報

### 年度別投手成績
| 年 度     | 球 団     | 登 板 | 先 発 | 完 投 | 完 封 | 無 四 球 | 勝 利 | 敗 戦 | セ 丨 ブ | ホ 丨 ル ド | 勝 率 | 打 者 | 投 球 回 | 被 安 打 | 被 本 塁 打 | 与 四 球 | 敬 遠 | 与 死 球 | 奪 三 振 | 暴 投 | ボ 丨 ク | 失 点 | 自 責 点 | 防 御 率 | W H I P |
| --------- | --------- | ----- | ----- | ----- | ----- | -------- | ----- | ----- | -------- | ----------- | ----- | ----- | -------- | -------- | ----------- | -------- | ----- | -------- | -------- | ----- | -------- | ----- | -------- | -------- | ------- |
| 2002      | 広島      | 1     | 0     | 0     | 0     | 0        | 0     | 0     | 0        | --          | ----  | 7     | 1.0      | 3        | 0           | 1        | 0     | 0        | 1        | 0     | 0        | 2     | 2        | 18.00    | 4.00    |
| 通算：1年 | 通算：1年 | 1     | 0     | 0     | 0     | 0        | 0     | 0     | 0        | --          | ----  | 7     | 1.0      | 3        | 0           | 1        | 0     | 0        | 1        | 0     | 0        | 2     | 2        | 18.00    | 4.00    |

### 記録
- 初登板：2002年6月16日、対中日ドラゴンズ12回戦（広島市民球場）、9回表に6番手で救援登板・完了、1回2失点
- 初奪三振：同上、9回表に渡邉博幸から空振り三振

### 背番号
- 11 （2001年 - 2004年）